# Claudius Kloot
Claudius Kloot, född omkr 1612, död 1690; jurist efter studier i Uppsala 1628 och Franeker 1633. 
Kloot blev student vid Uppsala universitet 1628 vid Universitetet i Franeker 1633. Han blev Göteborgs stads sekreterare 1636 och var rådman i samma stad från 1647 tills han 1655 avsattes efter att han gjort sig skyldig till sedlighetsbrott. Det är oklart vad som hände, men det verkar som att en av Kloots älskarinnor födde ett ovälkommet barn som hon kastade i träsket som fanns där Odinsskolan idag ligger. Kloot blev inte dömd för delaktighet i barnamordet (tack vare sina vänner i domstolen) men älskarinnan blev dömd till döden och avrättad.
Under sin tid som rådsförvant i Göteborg fick han sitt verk "Processus criminalis" publicerat och tryckt av tryckaren Amund Nilsson Grefwe år 1651. Detta var det första riktigt stora verket som blev tryckt i Göteborg och anses vara det första försöket till en systematisering av den svenska kriminalprocessen.
Han slutade karriären i Vänersborg där han 1660-1676 var justitieborgmästare.